# Xã Wheatland, Quận Will, Illinois
Xã Wheatland (tiếng Anh: Wheatland Township) là một xã thuộc quận Will, tiểu bang Illinois, Hoa Kỳ. Năm 2010, dân số của xã này là 81.472 người.